# Moenkhausia shideleri
Moenkhausia shideleri är en fiskart som beskrevs av Eigenmann, 1909. Moenkhausia shideleri ingår i släktet Moenkhausia och familjen Characidae. Inga underarter finns listade i Catalogue of Life.